# Schiara
La Schiara (2.565 m s.l.m.) è la montagna più alta del gruppo della Schiara nelle Dolomiti Meridionali di Zoldo, situata in Veneto (Provincia di Belluno), tra i comuni di Belluno e Sedico, all'interno del Parco nazionale delle Dolomiti Bellunesi.
La prima ascensione al monte Schiara è avvenuta il 17 settembre 1878 da parte di Gottfried Merzbacher con le guide alpine Cesare Tomè e Santo Siorpaes. Si può salire sulla vetta partendo dal Rifugio 7º Alpini (1.502 m) e percorrendo la Via ferrata Zacchi e la Via ferrata Berti. Dal rifugio si raggiungono anche altre vie di difficoltà alpinistica, sia in arrampicata libera che in arrampicata artificiale.

## Vie ferrate
- Via ferrata Zacchi
- Via ferrata Sperti
- Via ferrata Berti
- Via ferrata Marmol

| Controllo di autorità | VIAF (EN) 647156133204658430003 |